# Lijst van rassen uit Star Wars (A-E)
Dit is een lijst van rassen uit de Star Warsfilmserie met een beginletter in de reeks A tot en met E.

## Abyssin
De Abyssin zijn inwoners van de planeet Byss. Ze zijn een nomadenras dat bekendstaat als “bruut en gewelddadig”. Ze zijn ongeveer twee meter hoog en hebben een humanoïde uiterlijk met lange ledematen, een verweerde huid en slechts één oog met een spleetvormig pupil die in het midden van hun groenachtige voorhoofd staat. Ze hebben een zeer kort lontje, en zoeken geregeld conflicten op. Ze kunnen zeer snel genezen en lichaamsdelen laten regenereren wat leidt tot hun overtuiging dat verandering onmogelijk is en daarom verlaten ze hun thuisplaneet zelden. Abyssins haten blastervuur en ruimtegevechten.

## Acklay
Acklay zijn grote roofdieren met zes poten en drie ogen van de planeet Vendaxa uit de Star Warsfilmserie. Het dier bezat eigenschappen van onder andere een schaaldier en een amfibie.

## Adarian
Een ras van alien species die van de planeet Adari afkomstig zijn. 

## Aleena
Dit kleine ras woont op de planeet Aleen. Ze worden gekenmerkt door hun dikke lange lichamen met korte benen en armen waardoor ze waggelden en lomp waren om te zien. Hun hoofden werden gedomineerd door een lange dunne lichaamsplaat die uit hun schedel kwam en hun gezichten waren plat. Hun twee kleine ogen stonden boven een brede mond met scherpe tanden. Sommigen werden gefokt om hun kleurenvariatie, een andere manier om prooi te worden. Als een volk bezat de Aleena een sterke krijgerscultuur. Ze staan bekend om hun snelle reflexen en snel veranderende metabolisme, waarmee ze aan de sagcatchers op hun thuisplaneet konden ontkomen.

## Amanin
De Amanin, bijgenaamd Amanaman, zijn aliens met lange armen en een breed lichaam. Hun hoofden doen denken aan de kop van een cobra, maar met een menselijk gezicht. Ze wonen in bomen, en gebruiken hun lange armen om snel van boom naar boom te slingeren. Ze leven in kleine stammen die altijd in oorlog zijn met elkaar. Ze hebben de reputatie een heel leger Imperial Stormtroopers te hebben verslagen.
Een Amanin was te zien in “Return of the Jedi” in Jabba de Hutts paleis.

## Ansionian
Ansionians zijn lang en dun, met relatief grote ogen. Ze komen van de planeet Ansion, en zijn erg vredelievend. De meeste Ansionians leven in groepen ver weg van menselijke steden. Ze verafschuwen technologie.

## Anomid
Anomid zijn humanoïde, met grijs haar en zilverblauwe ogen. Ze komen van Yablari. Boba Fett deed zich als een van hen voor in Rebel Dawn, deel van de Han Solo Trilogie.

## Annoo dat
De Annoo dat een reptielachtig wezen met vier ogen, van de planeet Annoo. Ze hebben een ruwe gele huid vol schubben en korte staarten. Hun bovenste ogen zijn rood, en de onderste blauw. De bekendste Annoo dat is generaal Ashaar Khorda van de Separatisten.

## Anx
De Anx zijn grote aliens van de planeet Gravlex Med. Ze zijn meestal vier meter lang en hebben dikke lange staarten. Tevens hebben ze een vorm van baardgroei op hun gezicht. Bekende Anx’ zijn senator Horox Ryyder, en de Jediridder Madurrin.

## Anzati
Deze aliens zijn vrijwel gelijk aan mensen, maar hebben een wat grotere neus en twee slurfvormige uitsteeksels op hun lichaam. Ze zijn zeldzaam, maar hebben wel een zeer lange levensverwachting. De slurven worden meestal verborgen gehouden, en dienen om een slachtoffer leeg te zuigen. Ze staan bekend als gevreesde huurmoordenaars.

## Aqualish
Een ras met een reputatie erg wreed, agressief en achterbaks te zijn. De bekendste van hen, Ponda Baba, verloor een arm in een gevecht met Obi-Wan Kenobi. Ze houden zich vooral bezig met criminele zaken, en verhuren zichzelf als huurmoordenaars. Dit ras kent twee subrassen: De Aquala en de Quara. Het verschil tussen de twee zit hem in hun handstructuur en gezicht. Hun thuisplaneet is vrijwel geheel bedekt met water.

## Aramandi
De Aramandi zijn zoogdierachtige aliens afkomstig van Aram. Ze hebben vier armen en vier ogen. Hun huidskleur varieert van roze naar lichtbruin.
Als een volk laten de Armandi zich leiden door een religieus geloof in de Eeronon. Ze hebben zich verdeeld in vier stammen: de Orma, Cirra, Mila, en Lota.

## Arcona
Arcona zijn reptielen zonder schubben en met een humanoïde lichaam. Ze komen van de planeet Cona, waar het altijd heet is en vrijwel geen water te vinden is. Ze raken makkelijk verslaafd aan zout, wat echter hun honger naar hun normale voedsel, dactyl, vergroot.

## Arkanian
Deze aliens lijken sterk op mensen, en zijn zeer intelligent. Ze maakten de Yaka van nabijgelegen planeten tot slaven, en veranderden hen in cyborgs. Hun thuisplaneet, Arkania, is niet echt hun thuisplaneet, maar was oorspronkelijk een basis van de Sith. Een bekende Arkanian is de Jedimeester Arca Jeth.

## Aruzan
Aruzans, de bewoners van Aruza, zijn humanoïden met een lichtblauwe huid en donker haar. Ze kunnen hun herinneringen en emoties delen met anderen via cybernetische implantaten.

## Askajian
Deze aliens lijken nog wel het meest op dikke mensen, en worden ook vaak zo genoemd. Hun lichaam is zo dik omdat ze er grote hoeveelheden water in opslaan; een overlevingstechniek ontwikkeld omdat hun ras is geëvolueerd op een woestijnplaneet.

## Assembler
De Assemblers zijn een zeldzaam ras. Slechts een van hen, Kud'ar Mub'at, heeft ooit hun thuisplaneet verlaten. Hun primaire vorm is dat van een groot spinachtig wezen die mentaal verbonden is met kleinere versies van zichzelf. Deze kleinere versies doen dienst als spionnen en helpers van de hoofdvorm.

## Balosar
Een ras van humanoïde wezens met antennes op hun hoofd. Ze komen van de planeet Balosar en werden door andere volkeren aanvankelijk gezien als lager volk. Dit is vooral omdat ze doodsstokjes verkopen, een erg verslavende en uiteindelijk fatale drug. Een Balosar genaamd Elan Sleazebaggano werd gezien in 'Attack of the Clones', waarin hij doodsstokjes wil verkopen aan Obi Wan.

## Bando Gora
Deze wezens werden gezien in het spel Star Wars: Bounty Hunter. Ze zijn de Star Wars-versie van de levende doden. Bando Gora zijn zielen van oude krijgers die weer tot leven zijn gebracht door de duistere Jedi Komari Vosa.
Bando Gora treft men overal in het sterrenstelsel aan, maar ze komen oorspronkelijk van de maan Bogden. Ze kleden zich geheel in zwart, en gehoorzamen enkel hun meester.

## Barabel
De Barabel zijn reptielachtige wezens, die op hun schubben en staart na sterk op mensen lijken. Ze zijn zeer sterk en hebben scherpe puntig tanden. Ze staan bekend als een van de meest gevreesde rassen in het universum. Ze voeden zich met elk soort vlees, en houden ervan om hiervoor op jacht te gaan. Wel hebben ze erg veel respect voor de Jedi, en beschouwen hun wijsheid als het belangrijkste dat er is.

## Besalisk
Besalisks zijn een ras van vierarmige aliens, afkomstig van de planeet Ojom. Een vrouwelijke Besalisk kan meer armen hebben, tot maximaal acht. Ze worden vaak verward met reptielachtige rassen. Besalisks zijn dik, en kunnen lange tijd onder water blijven. Vanwege hun omvang wordt ten onrechte gedacht dat het veelvraten zijn.
Een bekende Besalisk is Dexter Jettser, een vriend van Obi-Wan Kenobi. Hij is te zien in Attack of the Clones.

## Bimm
De Bimm bestaan uit twee rassen. Allemaal zijn ze vredelievende humanoïde wezens afkomstig van de planeet Bimmisaari. De ene groep heeft een gele huidskleur, en de andere groep een dikke vacht.

## Bith
Bith komen van de planeet Clak'Dor VII. Ze hebben een bleke huid en grote kale hoofden. Hun oren zijn gevoeliger voor veel meer frequenties dan de oren van andere wezens. Door hun sterke gehoor treden de meeste Bith op als muzikanten. Een groep van zeven van hen met de naam "Modal Nodes" was te zien in de Mos Eisley kantine in A New Hope. Bith kunnen ook informatie erg lang vasthouden.

## Blood Carver
Blood Carvers zijn dunne humanoïde wezens met een gouden huidskleur en drie armen en benen. Hun gemeenschap haat geld en rijkdom, en leeft uitsluitend voor eer.

## Boltrunians
Boltrunians zijn grote gespierde reptielachtige wezens, met haarloze hoofden en brede neuzen. Ze kunnen meer dan 700 jaar oud worden. Bekende Boltrunians zijn Warto en de Dark Jedi Maw.

## B'omarr monks
De B'omarr zijn niet echt een ras, maar waren een orde van monniken wiens klooster later door Jabba de Hutt werd ingenomen als zijn paleis. Ze geloven verlichting te bereiken door zich af te zonderen van de gemeenschap. Derhalve lieten ze hun hersens scheiden van hun lichamen, en bestaan enkel nog als hersens in een pot. De monniken wonen nog steeds in de onderste gewelven van het paleis, en staan toe dat Jabba en zijn bende de bovenste verdiepingen gebruiken.

## Bothan
Bothans komen van de industriële Mid Rim planeet Bothawui, maar ze wonen ook in vele koloniën zoals Kothlis en Torolis. De meeste zijn 1,6 meter hoog en bedekt met een vacht. Ze zijn van nature nieuwsgierig, achterdochtig en manipulatief. Sommigen noemen hen zelfs paranoïde. Voor de Bothans is kennis het grootste goed in het universum, en ook het sterkste wapen. Hun spionagenetwerk is het grootste uit de hele Melkweg. Veel anderen gebruiken de Bothan en hun netwerk voor informatie.

## Bouncer
Bouncers zijn groene bolvormige wezens met een staart. Ze komen van de planeet Ruusan. Ze komen vooral voor in de radioversie van Star Wars: Dark Forces. Ze bewegen zich voort met de wind. Van Bouncers wordt beweerd dat ze van nature De Kracht beheersen, en kunnen communiceren met anderen die De Kracht beheersen.

## Caamasi
De Caamasi zijn een ras van humanoïden met een gouden vacht. Ze zijn erg wijs en van nature pacifisten. Ze waren vooral loyaal aan de oude Republiek.

## Cathar
De Cathar zijn katachtige aliens van de planeet Cathar. Beroemde Cathar zijn de Jedi Juhani en Crado, een pupil van de oude Jedimeester Vodo Siosk-Baas.

## Celegian
De Celegians zijn een ras van intelligente kwalachtigen, afkomstig van de planeet Celegia. Ze lijken nog wel het meest op drijvende hersenen met tentakels. Ze zijn geëvolueerd uit hun soortgenoten uit de zee, en hebben een manier gevonden om te blijven zweven. Hun thuisplaneet heeft een atmosfeer die dodelijk is voor de meeste anderen, maar voor de Celegian van absolute noodzaak is.

## Cerean
Cereans zijn een ras met lange kegelvormige hoofden, afkomstig van de planeet Cerea. Een bekende Cerean is de Jedimeester Ki-Adi-Mundi. De vrouwen zijn bij hun ver in de meerderheid. Ze hebben twee hersenen in hun grote hoofden.

## Chadra-Fan
De Chadra-Fan zijn korte, harige zoogdieren met vleermuisachtige gezichten. Ze wonen in de moerassen van de planeet Chad. Ze zijn niet echt sterk, wat zelfs tot een spreekwoord heeft geleid: 'You punch like a Chadra-Fan.'

## Chagrian
Chagrians zijn blauwe humanoïde wezens met horens. Een voorbeeld is Mas Amedda.

## Chazrach
De Chazrach zijn korte reptielachtige wezens die als slaven werken voor de Yuuzhan Vong. Ze worden ook wel "reptoids" genoemd. Ze komen uit een ander sterrenstelsel. Al duizenden jaren worden ze door de Yuuzhan Vong gebruikt als soldaten. Ze worden zelfs speciaal voor dit doel gefokt. Alle kennis die ze ooit hadden is verdwenen.

## Chiss
De Chiss zijn een mensachtig ras met een blauwe huid en rode gloeiende ogen. Ze komen van de planeet Csilla, die zich buiten het bekende gebied van de Republiek bevindt. Ze staan vooral bekend om hun sterke gevechten met ruimteschepen. Ze hebben veel unieke technologieën zoals de hyperdrive analog, waarmee ze in een keer naar een vooraf bepaalde plaats kunnen springen.

## Chistori
De Chistori zijn een hagedisachtig ras met scherpe tanden en een dikke huid. Er is maar weinig over ze bekend omdat ze vooral een geheimzinnig ras zijn. Zelfs de Jedi weten vrijwel niets over ze. Ze zijn koudbloedig.

## Clawdite
Clawdites zijn de genetische nakomelingen van de Zolanders, het dominante ras van de planeet Zolan. Toen de Zolanders ontdekten dat de straling van hun zon toenam, probeerden ze zichzelf hiertegen te beschermen middels genetische manipulatie. Dit resulteerde in de creatie van de Clawdites.
De bekendste van hun soort is de premiejager Zam Wesell.

## Codru-Ji
Codru-Ji zijn vierarmige humanoïden met puntige oren. Ze zijn nog nauwelijks geïntegreerd in de Galactische gemeenschap. Ze bewaken hun eigen gemeenschap fel. Jonge Codru-Ji lijken totaal niet op de volwassenen.

## Colo Claw Fish
De Colo Claw Fish is soort zeeslang dat leeft in de grotten onder water op de planeet Naboo. Zijn lichaam kan wel 40 meter lang worden en bevat een kop met een langwerpige bek vol met scherpe tanden (net zoals een Gaviaal). Vlak achter de kop zitten twee klauwen om de prooien te vangen. Onder hun lichaam zitten allemaal kleine vinnen, die de Colo Claw Fish in staat stellen snel vooruit te komen. Op zijn lichaam zitten fluorescerende uitsteeksels, om zo nietsvermoedende prooien naar zich toe te lokken.
De Colo Claw Fish komt voor in Star Wars: Episode I: The Phantom Menace. Vlak nadat Qui-Gon Jinn, Jar Jar Binks en Obi-Wan Kenobi gegrepen worden door een Opee Sea Killer op Naboo, varen ze recht in een nest van een Colo Claw Fish. Ze worden een tijdje achtervolgt en overleven het ternauwernood doordat een Sando Aqua Monster de Colo Claw Fish grijpt en doodt.

## Coway
De Coway verschenen voor het eerst in de roman Splinter of the Mind's Eye. Ze zijn een humanoïde ras bedekt met een vacht. Ze wonen diep onder de grond op de planeet Mimban, en keren zich af van wezens die aan de oppervlakte wonen. Ze hebben kleine blauwe ogen waarmee ze goed in het donker kunnen zien. Ze kunnen zich voeden met voedsel dat voor andere rassen giftig zou zijn.

## Croke
De Croke zijn een erg klein ras. Met hun gemiddelde lengte van 100 tot 130 millimeter passen ze perfect in de handpalm van een mens. Ze zijn ook erg onplezierig en kwaadaardig. Ze beschikken over de gave illusies op te wekken. Hun thuisplaneet is Crakull.

## Dactillion
De Dactillion is een fictieve diersoort van de planeet Utapau in het Star Warsuniversum.
Het uiterlijk van een Dactillion is een vliegende reptielachtige met een lange scherpe bek, vier poten en twee vleugels. Aan het einde van de bek zit een gevorkt uitsteeksel waarmee de mannetjes vechten of indruk proberen te maken op de vrouwtjes. Meestal gebruikt de Dactillion alle vier de poten, maar de Dactillion kan ook alleen op de achterpoten staan.
Dactillions zijn solitaire dieren en jagen op meerdere verschillende prooien van vis tot aan eieren. De meeste prooien worden gegrepen met door middel van de twee voorpoten, waarna ze verorberd worden. Eieren halen de Dactillions uit de nesten van niets vermoedende Varactyls. Ook de kinderen van Varactyls worden soms gegeten. 
Door de Utapauns worden de gedomesticeerde Dactillions gebruikt als lastdieren en voor militaire doeleinden.
In tegenstelling tot in het wild kunnen Dactillions en Varactyls wel samenleven in gevangenschap.
Dactillions komen voor in Star Wars: Episode III: Revenge of the Sith.
Tijdens de Slag om Utapau worden meerdere Dactillions gebruikt door Utapaun Krijgers als rijdieren. Twee dieren zijn te zien in de stallen op Utapau.

## Dantari
Dantari zijn een ras van aliens met een erg harde huid. Ze komen van de planeet Dantooine, en zijn relatief gezien primitief. Toen de Imperial Stormtroopers de planeet bezochten, zagen de Dantari hen aan voor goden.

## Dashade
Dashades zijn kleine humanoïde reptielen met een donkere huid. Ze zijn sterke krijgers en huurmoordenaars, en zijn vrijwel immuun voor De Kracht. Hun planeet, Urkupp, werd vernietigd in een supernova gedurende de Grote Sithoorlog. De bekendste Dashade is Ket Maliss.

## Defel
De Defel zijn een vrijwel onzichtbaar ras van wezens. Ze staan bekend als “levende schaduwen”. Ze worden vaak ingezet als soldaten of huurmoordenaars. Ze komen van de planeet Af'El. Deze planeet kent geen ozonlaag waardoor ultraviolet licht de planeet kan bereiken. Derhalve kunnen Defel alleen het ultravioletspectrum zien. Hun lichamen absorberen licht, waardoor ze eruitzien als schaduwen.

## Devaronian
Devaronians zijn een ras van gehoornde humanoïden, afkomstig van de planeet Devaron. Ze zijn volgens verhalen afstammelingen van primaten die hoog in de Bergen van de planeet leefden.
De Devaronians zijn een uniek ras in het feit dat de mannen en vrouwen zwaar van elkaar verschillen in uiterlijk en gedrag. De manen zijn kaal met een rode huid en grote horens. Tevens zijn ze niet agressief. Vrouwen zijn bedekt met een dikke vacht in de kleuren wit tot bruin, en hebben geen horens. Ze zijn van nature agressief en dominant.
Devaronians waren een van de eerste rassen die interplanetair reizen ontwikkelden.

## Dewback
Dewback is een fictieve reptielachtige diersoort van de planeet Tatooine meestal groen van kleur. Ze hebben een grote kop, kleine ogen en oren en een grote bek met platte, sterke tanden. De poten van de Dewback zijn kort en hebben een lange staart om het lichaam in balans te houden. Hun huid is bedekt met kleine schubben. Sommige ondersoorten hebben ook nog haar op de rug. 
Dewbacks zijn alleseters en leven in kleine kuddes. Een keer per jaar legt een vrouwtje een nest van talloze eieren. Tusken Raiders jagen op Dewbacks voor hun vlees, maar door de mensen in koloniën worden Dewbacks gebruikt als vervoermiddel en als pakdieren.
Dewbacks komen voor in Star Wars: Episode I: The Phantom Menace en Star Wars: Episode IV: A New Hope. In deel IV worden ze door meerdere Imperial Stormtroopers gebruikt als vervoermiddel tijdens de zoektocht naar de gevluchte C-3PO en R2-D2. In deel I is een Dewback te zien in Mos Eisley. Ook zijn ze te zien in Star Wars: Knights of the Old Republic, Star Wars Episode I: Racer, Star Wars: Bounty Hunter, A Hunter's Fate: Greedo's Tale.

## Dianoga
Dianoga's zijn een 10 meter lange omnivoor die leeft in afval van grote ruimteschepen. Ze lijken sterk op pijlinktvissen en nemen voedsel met hun tentakels vast om in hun mond te steken. Oorspronkelijk komen ze van de planeet Vodran.

## Drach'nam
Drach'nam kwamen voor in het korte verhaal "Jade Solitare" in de serie Tales of The New Republic. Ze zijn een wreed en gewelddadig ras, dat bij het vechten vooral gebruikmaakt van elektrische zwepen. Hun thuisplaneet roteert zo langzaam dat 1 dag 200 aardse jaren duurt. Derhalve is altijd 1 kant van de planeet erg heet en een erg koud. Alle Drach'nam steden bevinden zich ondergronds.

## Draethos
Draethos zijn blauwe humanoïde wezens met grote tanden, die ook deels buiten hun mond steken. Ze komen van de planeet Draethos. De bekendste is de oude Jedi Odan-Urr.

## Drall
Drall zijn kleine korte aliens, amper 1 meter groot. Ze zijn bedekt met een korte dikke vacht. Hun handen en voeten bevatten klauwen. Ze zijn erg zelfverzekerd. Ze wonen voornamelijk op de planeet Drall.

## Dressellian
Dressellians zijn humanoïden van de planeet Dressel. Ze geloven erg sterk in de vrijheid van een individu, en kunnen maar lastig samenwerken. Ze vormden hun eigen rebellenleger tijdens de periode van het Galactische Keizerrijk.

## Droch
De drochs zijn een insectachtig ras van de planeet Nam Chorios. Ze begonnen hun leven als normale insecten, maar werden intelligent door het leven van anderen te absorberen. Een drouch kan zich vestigen onder de huid van een slachtoffer en vervolgens diens levensenergie absorberen. Hun kleine formaat en snelle vermenigvuldiging maken dat ze met gemak een hele stad uit kunnen roeien.

## Drovian
Drovians zijn grote aliens van de planeet Nim Drovis. Hun armen en benen eindigen in scherpe pincetvormige uitsteeksels. Ze voeren al jaren een onderlinge oorlog.

## Dug
Dugs zijn slanke en krachtige wezens met een unieke manier van lopen. Hun sterke armen dienen als benen, en hun zwakkere benen als armen. Ze hebben een gladde huid die los om hun nek hangt.
Ze staan bekend om hun korte lontje.
Een bekende dug is de podracer Sebulba.

## Dulok
Duloks wonen op de bosmaan Endor. Ze zijn vermoedelijk gerelateerd aan de Ewoks.

## Duros
Duros zijn haarloze wezens met een blauwe huid en grote rode ogen. Ze worden vaak genoemd als de eerste aliens die door de ruimte konden reizen. Tevens staan ze bekend om hun superieure navigatievaardigheden. Hun thuiswereld bevindt zich in de kern van het Star Warssterrenstelsel. Sinds het keizerrijk hun planeet heeft vervuild met wapens en fabrieken hebben de Duros de planeet verlaten.
Duros zijn gerelateerd aan de Neimodians, de aliens die de Trade Federation leiden.

## Echani
De Echani zijn een mysterieus ras van vechters. Ze zijn vooral prominent aanwezig in Star Wars: Knights of the Old Republic II: The Sith Lords. Vijf Echani kregen les van Jedimeester Atris om aanvallen uitgevoerd middels De Kracht te weerstaan. De Echani beschikken van nature over gevechtsvaardigheden. Ze werden door de oude Jedi ingezet om Dark Jedi op te sporen. De Echani lijken menselijk, maar hebben zilverkleurig haar.
Een versie van de Echani’s gevechtsstijl werd geleerd aan leden van Palpatines keizerlijke wachters.

## Elom
Bewoners van de planeet Elom. Leden van dit ras zijn klein van formaat, en hebben dik olieachtig haar. Ze hebben twee slurven die de opening van hun mond bedekken, en twee kleine ogen.
Eloms wonen vooral ondergronds, maar ooit leefden ze aan de oppervlakte van hun planeet. De reden dat ze ondergronds gingen wonen was vanwege watertekort. Ze zijn geïsoleerd gebleven van de rest van het sterrenstelsel.

## Elomin
De Elomin zijn grote demonische aliens met puntige oren en horens. Ze wonen op de planeet Elom. Ze willen als gemeenschap in alles orde scheppen. Ze weigeren het bestaan van de ondergrond wonende Elom te erkennen.
De Elomin werden in het Galactische Keizerrijk als slaven gebruikt.

## Eopie
De Eopie zijn herbivore zoogdieren met een hoogte van 1,75 meter die leven op de planeet Tatooine. De dieren met bleke huid en slurfachtige neus worden gebruikt als lastdieren.

## Evocii
De Evocii zijn een primitief ras van de planeet Nal Hutta. Toen de Hutts op Nal Hutta arriveerden, waren de Evocii onder de indruk van hun technologie. Daarom ruilden ze stukken van hun grondgebied in voor technologie van de Hutts. De Hutts kregen zo de planeet in handen en begonnen de Evocii als slaven uit te buiten. De Hutts verhuisden de Evocii uiteindelijk naar Evocars vijfde en grootste maan, Nar Shaddaa. De meeste Evocii kwamen om, en de overlevenden muteerden in wilden.